# Eumerus figurans
Eumerus figurans är en tvåvingeart som beskrevs av Walker 1859. Eumerus figurans ingår i släktet månblomflugor, och familjen blomflugor. Inga underarter finns listade i Catalogue of Life.